# Sofía Táboas
Sofía Táboas Rodríguez (Ciudad de México, 1968) es una artista contemporánea mexicana que enfoca su trabajo en la investigación y desarrollo de espacios naturales y fabricados, principalmente la manera en como se construyen, transforman, y se piensan en lo cotidiano.
En los años noventa fue miembro fundador del espacio alternativo de discusión y producción de arte "Temístocles 44"en la Ciudad de México. Su trabajo ha sido exhibido en numerosos espacios tanto en México como en el extranjero. Actualmente es representada por la Galería kurimanzutto. Es profesora en la Escuela Nacional de Pintura, Escultura y Grabado, "La Esmeralda".

## Formación
Estudio la licenciatura en la Escuela Nacional de Artes Plásticas de la UNAM entre los años 1986 - 1990. Para el año 2012, realizó una residencia en Washington D. C. en el Mexican Culture Institute, y posteriormente en 2016 participó en la Civitella Ranieri Foundation

## Obra Artística
Su obra está marcada por los elementos que emplea a lo largo de su producción artística. Principalmente se encuentra el uso de plantas vivas o artificiales, mosaicos y equipos para albercas, materiales plásticos y brillantes, esculturas con fuego y luz. Estos elementos distinguen su obra en la construcción de instalaciones.

## Exhibiciones
- "Silvestre." Sala de Arte Público Siqueiros, en la Ciudad de México, 2002.
- "Giro espacial." en Galería kurimanzutto, en la Ciudad de México, 2005.
- "Azul Pacífico." Casa Barragán, en la Ciudad de México, 2008.
- "Cinco jardines flotantes para cinco piedras." Casa del Lago Juan José Arreola, en la Ciudad de México, 2009.
- "Revisiones. Superficies Límites." en el Museo de Arte Carrillo Gil de la Ciudad de México, 2011.
- "Piedra principio." en la Fundación RAC, en Pontevedra, España, 2013.[6]
- "Azul extensivo." en el Museo Universitario del Chopo, en la Ciudad de México, 2017.

### Exposiciones colectivas
- The Moore Building, en Miami, Estados Unidos, 2002.
- Museo Universitario de Ciencias y Arte MUCA-UNAM, en la Ciudad de México, 2008.
- Museum of Latin American Art MOLAA en Long Beach, California, Estados Unidos, 2012.
- FRAC Bourgogne en Dijon, Francia, 2014.[7]

## Premios
1992 - 1993
- Beca Estímulos Jóvenes Creadores, Escultura. FONCA - Fondo Nacional para la Cultura y las Artes, México.

1995 
- Mención honorífica. 1.er Concurso de instalación . ExTeresa Arte Actual, México.

1998 - 1999 
- Beca de Estímulo Jóvenes Creadores, Escultura. FONCA, México.

2004 
- Beca Fomento de Proyectos y Conversiones Culturales. FONCA, México.

2006 - 2009 
- Miembro del Sistema Nacional de Creadores. FONCA, México.

2011 
- Programa Fondo de Apoyo a las Artes. Fundación BBVA Bancomer. Museo de Arte Carrillo Gil, México.

2012
- Beca Sistema Nacional de Creadores. FONCA, México.